# Spitalo Fatalo
Spitalo Fatalo ist das 1983 erschienene dritte Musikalbum der österreichischen Pop-Rock-Band Erste Allgemeine Verunsicherung.

## Hintergrund
Das 1983 erschienene Album war das erste in der ‚klassischen‘ Besetzung (und insbesondere mit Klaus Eberhartinger als Sänger), in der die Gruppe bis Anfang der Neunziger blieb. Das Album ist humoristisch und bissig und nimmt damals aktuelle Themen aufs Korn, wie die No-Future-Generation (Tanz, Tanz, Tanz), alt und träge gewordene Revoluzzer (Stolzer Falke) oder Massentourismus (Afrika). Musikalisch hatte das Album Anklänge an die Neue Deutsche Welle (Tanz, Tanz, Tanz) und Rap (Alpenrap).
Das Albumcover stammt wie üblich von Thomas Spitzer, zu sehen ist Keyboarder Nino Holm. Die Texte stammen von Thomas Spitzer, die Musik von der Gruppe, mit Ausnahme von Es wird Heller (Text vom S.T.S.-Bandmitglied Schiffkowitz, Musik Schiffkowitz / Millner), das von Eik Breit als Parodie im Stil André Hellers vorgetragen wurde. I hob des G’fühl wurde von Günter Timischl, Total verunsichert von Gert Steinbäcker (beide ebenfalls S.T.S.) gesungen, die übrigen Titel wurden von Eberhartinger (Tanz, Tanz, Tanz, Balkan-Boogie, Afrika, Alpenrap) bzw. Bottazzi (Hallo Hallo, Sofa, Stolzer Falke, Spitalo Finalo) gesungen.
Der Titel Alpenrap ist musikalisch angelehnt an Rapper’s Delight der Sugarhill Gang, und auch textlich („Seppl’s Delight“) wird diesem Lied Tribut gezollt. Die letzte Strophe von Es wird Heller ist ein Zitat von Peter Altenberg, mit dem André Heller oft seine Konzerte beendete: „Gott denkt in den Genies, er träumt in den Dichtern und er schläft in den übrigen Menschen.“
Aus dem Album wurden drei Singles ausgekoppelt, Tanz, Tanz, Tanz, Alpenrap und Afrika. Mit letzteren beiden gelangen der E.A.V. ihre ersten Charterfolge in Österreich, jeweils mit Platz 6. Afrika wurde in Deutschland von den Radiosendern wegen rassistischer Floskeln boykottiert.

## Titel
1. Spitalo Fanfaro (Musik: Spitzer/Holm/Breit/Eberhartinger/Schönberger) 1:18
2. Hallo Hallo (Musik: Spitzer/Holm/Breit/Eberhartinger/Schönberger; Text: Spitzer) 2:34
3. Tanz, tanz, tanz (Musik: Spitzer/Holm/Breit/Eberhartinger/Schönberger; Text: Spitzer) 3:35
4. Sofa (Musik: Spitzer/Holm/Breit/Eberhartinger/Schönberger; Text: Spitzer) 5:20
5. Balkan-Boogie (Musik: Spitzer/Holm/Breit/Eberhartinger/Schönberger; Text: Spitzer) 3:00
6. I hob des G’fühl (Musik: Spitzer/Holm/Breit/Eberhartinger/Schönberger; Text: Spitzer) 3:46
7. Afrika (Musik: Spitzer/Holm/Breit/Eberhartinger/Schönberger; Text: Spitzer) 3:44
8. Stolzer Falke (Musik: Bottazzi; Text: Spitzer) 4:06
9. Alpenrap (Musik: Spitzer/Holm/Breit/Eberhartinger/Schönberger; Text: Spitzer) 3:40
10. Es wird Heller (Musik: Schiffkowitz/Millner; Text: Schiffkowitz) 3:14
11. Total verunsichert (Musik: Spitzer/Holm/Breit/Eberhartinger/Schönberger; Text: Spitzer) 3:31
12. Spitalo Finalo (Musik: Spitzer/Holm/Breit/Eberhartinger/Schönberger; Text: Spitzer) 2:47